# Ќ
Ќ, ќ – litera cyrylicy używana w alfabecie języka macedońskiego oznaczająca /c/ lub /ʨ/. Jej łacińskim odpowiednikiem według normy ISO 9 jest litera „Ḱ”.
Często odpowiada serbsko-chorwackiemu Ć/Ћ, a niekiedy także np. polskiemu i czeskiemu C, rosyjskiemu Ч i bułgarskiemu Щ.
Przykład użycia w języku macedońskim: ноќ (pol. noc).

## Kodowanie
| Znak                   | Ќ                           | Ќ                           | ќ                         | ќ                         |
| ---------------------- | --------------------------- | --------------------------- | ------------------------- | ------------------------- |
| Nazwa w Unikodzie      | Cyrillic Capital Letter Kje | Cyrillic Capital Letter Kje | Cyrillic Small Letter Kje | Cyrillic Small Letter Kje |
| Kodowanie              | dziesiątkowo                | szesnastkowo                | dziesiątkowo              | szesnastkowo              |
| Unicode                | 1036                        | U+040C                      | 1116                      | U+045C                    |
| UTF-8                  | 208 140                     | d0 8c                       | 209 156                   | d1 9c                     |
| Odwołania znakowe SGML | &#1036;                     | &#x040C;                    | &#1116;                   | &#x045C;                  |
| Macintosh Cyrillic     | 205                         | CD                          | 206                       | CE                        |
| ISO 8859-5             | 172                         | AC                          | 252                       | FC                        |
| Windows-1251           | 141                         | 8D                          | 157                       | 9D                        |
| Code page 855          | 151                         | 97                          | 150                       | 96                        |